# Koati (film)
A Koati 2021-ben bemutatott amerikai–mexikói rajzfilm vígjáték, amelyet Rodrigo Perez-Castro rendezett. A Sofía Vergara vezető produceri és főszereplésével készült film a kaland, a környezettudatosság és a kulturális büszkeség történetét meséli el. A projekt egyszerre készül angol és spanyol nyelven.
Az Amerikai Egyesült Államokban 2021. október 5-én mutatták be a mozikban.

## Cselekmény
A film három különös hős kalandjait követi nyomon Xo, a kitalált esőerdő világából: Nachi, a szabad szellemű koati; Xochi, a rettenthetetlen monarch pillangó; és Pako, a hiperaktív üvegbéka. Együtt indulnak útnak, hogy megállítsák a gonosz korallkígyót, Zainát, aki el akarja pusztítani az otthonukat. Kalandjuk során a szereplők fontos leckéket tanulnak az összetartásról, a kitartásról és az ökoszisztémájuk védelmének fontosságáról.

## Szereplők
| Szereplő         | Eredeti hang             | Magyar hang            |
| ---------------- | ------------------------ | ---------------------- |
| Zaina            | Sofía Vergara            | Solecki Janka          |
| Nachi            | Rafael Dovarganes        | Baráth István          |
| Seth Jr.         | Rafael Dovarganes        | Vadász Bea             |
| Xochi            | Evaluna Montaner         | Csifó Dorina           |
| Pako             | Eduardo Franco           | Hajdu Tibor            |
| Balam            | Joe Manganiello          | Sztarenki Pál          |
| Amaya            | Michele Lepe             | Csere Ágnes            |
| Chima            | Karol G                  | Hamvas Dániel          |
| Jithu            | De la Ghetto             | Varga Rókus            |
| Calli            | Manolo Gonzalez Vergara  | Gacsal Ádám            |
| Cocopa           | Peter Baker              | Barbinek Péter         |
| Whiskers         | Peter Baker              | Melis Gábor            |
| Mati             | Jack Rodriguez           | Czető Ádám             |
| Coco             | Jack Rodriguez           | Szrna Krisztián        |
| Itzel            | Antonella Balaguer       | Csuha Borbála          |
| Camilla          | Marcelina Balaguer       | Magyar Viktória        |
| Mario            | Luis Carlos Balaguer     | Kapácsy Miklós         |
| Igu              | Matteo Markus Bok        | Szabó Andor            |
| Manu             | Luca Pimiento            | Pál Dániel Máté        |
| Juaco            | Luca Pimiento            | Fülöp Tamás            |
| Bumbaa           | Matthew Windey           | Rosta Sándor           |
| Regi             | Regina Carrot            | Orosz Anna             |
| Kígyó            | Paisa                    | Vámos Mónika           |
| Kígyó            | Paisa                    | Kovács Olga            |
| Vitoriana        | Agustina Palma           | Kocsis Mariann         |
| Baby Salome      | Salome Rodríguez         | Kovács András Bátor    |
| Lola La Mariposa | Susana Hurtado           | Kereki Anna            |
| Clau             | Claudia Bahamon          | Czifra Krisztina       |
| Lini             | Lina M. Caceres          | Kerekes Máté           |
| Mela             | Melissa Escobar          | Garami Mónika          |
| Vale             | Liliana Moyano           | Hámori Eszter          |
| Kismadarak       | Bianki                   | Cserna Lulu            |
| Kismadarak       | Little Vale              | Cserna Lulu            |
| Kismadarak       | Hannah Steinbaum Dubovy  | Cserna Lulu            |
| Felix            | Ricardo Tinoco           | Rácz Ádám              |
| Emi              | Paloma Pimiento          | Juhai Bence            |
| Igulon           | Juan Pablo Jaramillo     | Orosz Gergely          |
| Varangykirály    | Javier Escobar           | Horváth-Töreki Gergely |
| Pakita           | Anabella Sosa-Dovarganes | Szórádi Erika          |
| Drilo            | Wally Rodriguez          | Pál Tamás              |
| Jose             | Wally Rodriguez          | Dézsy Szabó Gábor      |
| Marcos           | Carlos Sosa              | Pataki Ferenc          |
| Finita           | Josefina Sosa            | Hirling Judit          |

### Magyar változat
- Bemondó: Bálint Adrienn
- Magyar szöveg: Kiss Noémi
- Hangmérnök és vágó: Thoma Dávid
- Gyártásvezető: Vigvári Ágnes
- Szinkronrendező: Molnár Kristóf
- Produkciós vezető: Jávor Barbara

A szinkront a Direct Dub Studios készítette.

## A film készítése
A Koati az Upstairs Animation első animációs játékfilmje. A produkcióban elsősorban latin-amerikai alkotócsapat vesz részt, a régió különböző országaiból, többek között Venezuelából, Kolumbiából, Mexikóból, Salvadorból és Argentínából származó főbb közreműködőkkel. Rodrigo Perez-Castro rendező, aki a Ferdinánd és a Rio 2. című animációs filmekről ismert, olyan alkotást tervezett, amely tiszteleg Latin-Amerika természeti szépségei előtt, miközben feleleveníti a hagyományos 2D-s animáció nosztalgikus varázsát.
Az animációt a Toon City Animation készítette, egy olyan stúdió, amely régóta együttműködik a Disneyvel. Perez-Castro szerint a csapat olyan klasszikusokból merített ihletet, mint A kis hableány és a Bambi, és arra törekedett, hogy vizuálisan gazdag és naturalista képet adjon az állatvilágról.
Marc Anthony latin énekes volt a zenei producer.